# Simulium decimatum
Simulium decimatum es una especie de insecto del género Simulium, familia Simuliidae, orden Diptera.
Fue descrita científicamente por Dorogostaisky & Vlasenko, 1935.